# Peter Gaeffke
Peter Gaeffke (* 6. Dezember 1927 in Breslau; † 30. März 2005 in Philadelphia, Pennsylvania, USA) war ein deutscher Sprachwissenschaftler und Indologe.

## Leben
Der Vater, Albert Gaeffke, war Ingenieur. Sohn Peter besuchte von 1938 bis 1944 in Breslau das Maria-Magdalenen-Gymnasium, wo auch die lebenslange Freundschaft mit Fritz Schlawe entstand. Dann musste er bis 1945 seinen Kriegsdienst ableisten. Anschließend kam er in Gefangenschaft. 1947–1948 studierte Gaeffke an der philosophisch-theologischen Hochschule in Regensburg Geschichte und Germanistik. Hier wurde bei dem Germanisten Ernst Schwarz sein Interesse für das Indogermanische geweckt. 1948 setzte er sein Studium an der Johannes-Gutenberg-Universität Mainz fort. 1950 bis 1952 war Gaeffke Hilfsassistent am Indogermanischen Seminar unter den Professoren Ernst Risch und Walter Porzig. 1951 legte er das Staatsexamen in den Fächern Latein, Griechisch, Deutsch und indogermanische Sprachwissenschaft ab. 1952 promovierte er in Mainz mit „summa cum laude“. 1952 leistete Gaeffke sein Studienreferendariat ab und nahm anschließend an einem Studienkurs in Dublin am „Institute for advanced celtic studies“ teil. Von Ende 1952 bis ins Jahr 1955 studierte er in Kalkutta Sanskrit mit einem Stipendium der indischen Regierung. Gleichzeitig war er dort als Lektor für Deutsch tätig.

## Leistungen
Von 1955 bis 1962 wurde Gaeffke vom Erziehungsministerium Rheinland-Pfalz wieder im Schuldienst eingesetzt. Er beschäftigte sich weiter intensiv mit den indischen Sprachen und mit der Literatur des Subkontinents. 1964 erhielt er eine Professur an der niederländischen Universität Utrecht. Sein Hauptthema war die indische Literatur im 20. Jahrhundert. Erste Ergebnisse seiner Arbeit legte er 1966 / 67 in drei Veröffentlichungen vor. 1972 erhielt Gaeffke zunächst eine Gastprofessur an der University of Pennsylvania in Philadelphia, und 1975 wurde er dort Professor für Moderne Indische Literatur an den Instituten „South Asia Studies“ und „Asian and Middle Eastern Studies“. Gaeffke, dessen sprachliche Studien mit Latein und Altgriechisch begonnen hatten, wurde zunehmend zum Experten für orientalische Sprachen: Hebräisch, Arabisch, Urdu und natürlich die altindische Sprache Sanskrit sowie die Kultur und die Religionen Südasiens. 1984 war er der Gastgeber einer Internationalen Sanskrit Konferenz.
Buchveröffentlichungen und fachspezifische Beiträge zeugen von seiner wissenschaftlichen Arbeit. Dazu gehörten auch die Bereiche „Literature East and West“ sowie „Muslim Culture in the South Asian Subcontinent.“ Neben seiner fachlichen Kompetenz fanden auch seine menschlichen Qualitäten als Wissenschaftler, Kollege und Lehrer hohe Anerkennung. Mehr als 30 Jahre wirkte Gaeffke an der „Penn“. 2003 wurde er emeritiert. Er starb im Alter von 77 Jahren. Im Nachruf der Universität Pennsylvania auf Peter Gaeffke heißt es:
Anteilnahme, Aufrichtigkeit, Mut und absolute Integrität charakterisierten ihn. Und akademische sowie intellektuelle Auseinandersetzungen waren für ihn unbedingt auch mit Moral verbunden.

## Veröffentlichungen
- Hindi Literature in the Twentieth Century, Wiesbaden 1978
- Ramcaritmanas: Der heilige See der Taten Ramas. Ein indisches Gedicht vom Erdenwandel Gottes aus dem 16. Jh., Stuttgart 1975
- Untersuchungen zur Syntax des Hindi, Den Haag 1967
- Hindiromane in der ersten Hälfte des zwanzigsten Jahrhunderts, Leiden 1966
- De Hindi literatuur en het Indische nationalisme, Leiden 1966
- Die griechischen Nomina auf -ias, Mainz 1952
- mit David A. Utz (Hrsg.): Countries of South Asia: Boundaries, extensions and interrelations, Philadelphia 1988
- mit David A. Utz (Hrsg.): Science and technology in South Asia, Philadelphia 1985
- mit David A. Utz (Hrsg.): Identity and division in cults and sects in South Asia, Philadelphia 1984